# Sedlec-Prčice
Sedlec-Prčice (en allemand : Sedletz-Pertschitz) est une ville du district de Příbram, dans la région de Bohême-Centrale, en Tchéquie. Sa population s'élevait à 2 942 habitants en 2024.

## Géographie
Sedlec-Prčice se trouve à 21 km au nord-nord-est de Tábor, à 26 km au sud-sud-ouest de Benešov, à 41 km à l'est-sud-est de Příbram et à 57 km au sud de Prague.
|  |

La commune est limitée par Kosova Hora au nord, par Heřmaničky, Ješetice, Červený Újezd et Střezimíř à l'est, par Borotín, Jistebnice et Nadějkov au sud, et par Nechvalice, Nedrahovice et Jesenice à l'ouest.

## Histoire
La ville de Sedlec-Prčice a été fondée le 6 septembre 1957 par la fusion des communes autrefois séparées de Sedlec et de Prčice, qui sont contiguës. La plus ancienne mention écrite de Prčice date du XIe siècle. Les deux localités ont souffert de la guerre de Trente Ans et de la famine au début du XVIIIe siècle. Au siècle suivant, faute de liaison ferroviaire, elles sont restées en marge de l'industrialisation.

## Personnalité
- Josef Gelinek (1758-1825), compositeur

## Transports
Par la route, Sedlec-Prčice se trouve à 13,5 km de Sedlčany, à 45 km de Příbram et à 79 km de Prague.